# 云梦东站
云梦东站建设时曾用名孝感西站，是中华人民共和国湖北省孝感市云梦县的一座高速铁路客运站。汉十高速铁路通过本站，且在本站并入汉孝城际铁路前往汉口站。本站由中国铁路武汉局集团有限公司管辖，设置2台6线。

## 历史
- 2018年4月，云梦东站开工建设。[5]
- 2019年1月10日，云梦东站站房主体结构全面封顶。[5]
- 2019年7月15日，汉十高铁首列联调联试列车通过云梦东站。[6]
- 2019年11月29日，云梦东站随汉十高速铁路开通运营。[7]

## 站房设计
云梦东站采用线侧平式铁路站房设计，采用下进下出的旅客流线，站房主体结构两层、局部三层。车站站房建筑面积11908平方米，总高度23.5米，总投资7.3亿元人民币。
云梦东站以“云梦水泽”为设计主题，力图还原云梦县所在的古云梦泽“梦泽水乡”的湖光水景。车站主体结构采用了大波浪造型钢结构屋顶，采用双曲面弧形檐口，展现出湖光粼粼的优雅形态。大弧度曲面屋顶还可以导流雨水，并使室内热空气经自然循环通过立面顶部气窗排向室外，实现室内空气更新和室温调节。
云梦东站二楼为进站、候车、售票厅及车站商业，配套有二层高架送客通道；一层为出站层与附属配套用房。

## 站场布置
云梦东站站场布局为2台6线，设置两座附有站台柱雨棚的高站台，共有4条到发线和2条正线。站台与站房之间通过进站、出站两条10米宽独立地道连接。

## 接驳交通
云梦东站站前广场规划有社会车辆地下停车场、公交换乘中心、城乡客运换乘中心和长途客运换乘中心。各换乘站点之间通过地下通道实现连接。然而本站接驳交通设施并未全部随铁路车站一起投入使用。为解决车站交通问题，云梦县公交2路延伸至云梦东站，并新投入8辆车辆用于接驳乘客。

## 环境与公共艺术
本站站前广场建有一座18米高拱门型雕塑“善孝门”，其由佝偻老人与昂首小孩抽象而成的两部分组成，寓意扶老携幼，来反映云梦作为黄香故里的孝文化。